# Karl Odermatt
Karl Odermatt (Berna, 17 dicembre 1942) è un ex calciatore svizzero, di ruolo centrocampista.

## Carriera
Con il Basilea vinse per cinque volte il campionato svizzero (1967, 1969, 1970, 1972 e 1973) e per tre volte la Coppa di Svizzera (1963, 1967 e 1975), conquistata in seguito anche con lo Young Boys (1977). Fu nominato calciatore svizzero dell'anno nel 1973.

## Nella cultura di massa
Odermatt è raffigurato sulla copertina dell'album Calciatori Panini della stagione 1973-1974, durante lo scambio dei gagliardetti con Giacinto Facchetti, quale capitano della Svizzera nella sfida dell'Olimpico contro l'Italia del 20 ottobre 1973.

## Palmarès

### Giocatore

#### Club

##### Competizioni nazionali
- Campionato svizzero: 5

Basilea: 1966-1967, 1968-1969, 1969-1970, 1971-1972, 1972-1973
- Coppa Svizzera: 4

Basilea: 1962-1963, 1966-1967, 1974-1975
Young Boys: 1976-1977
- Coppa di Lega svizzera: 2

Basilea: 1971-1972
Young Boys: 1975-1976

##### Competizioni internazionali
- Coppa delle Alpi: 2

Basilea: 1969, 1970

#### Individuale
- Calciatore svizzero dell'anno: 1

1973